# Жаикмунай
ТОО «Жаикмунай» (англ. Zhaikmunai LLP) - независимая энергетическая компания со смешанными активами, располагающая газоперерабатывающими мощностями мирового класса и экспортной инфраструктурой на северо-западе Казахстана. Основным производственным активом ТОО «Жаикмунай» является Чинаревское месторождение. ТОО «Жаикмунай» владеет исключительным правом недропользования на разработку месторождения.

## Структура владения акциями
ТОО «Жайкмунай» косвенно принадлежит компании Nostrum Oil & Gas plc, акции которой размещены на Лондонской фондовой бирже (тикер: NOG).
По состоянию на 10 апреля 2025 года в соответствии с Правилом раскрытия информации и прозрачности (DTR) 5 были раскрыты следующие значительные пакеты голосующих акций в акционерном капитале компании Nostrum Oil & Gas PLC.
| Наименование                                    | Число обыкновенных акций | % выпущенных обыкновенных акций | Тип владения |
| ICU Trading Ltd. and Westal Holdings Ltd.       | 42,144,784               | 24.88                           | Прямое       |
| RD Energy Caspian Holdings Limited              | 31,975,192               | 18.88                           | Прямое       |
| Amundi (UK) Limited and Amundi Asset Management | 16,489,360               | 9.74                            | Прямое       |
| Armstrong Investments Limited                   | 11,389,000               | 6.89                            | Косвенное    |

## История компании
Март 1997 год — образование ТОО «Жаикмунай».
Май 1997 год — компания получает лицензию на право разведки и разработки Чинаревского месторождения.
Октябрь 1997 год — компания заключает с правительством РК соглашение о разделе продукции (СРП).
Октябрь 2000 год — начало добычи сырой нефти.
2004 год — начало первой фазы развития инфраструктуры (установки по переработке нефти, магистральные трубопроводы,
нефтебазы, газоперерабатывающие заводы, электростанции, скважинные установки и др.)
Август 2012 год — компания подписала соглашение на приобретение трёх нефтегазовых месторождений.
В октябре 2000 г. компания начала добычу сырой нефти. Постепенно среднемесячная добыча углеводородов выросла с 2210 б.н. э. в 2004 г (нефти-сырца) до более чем 45 000 б.н. э. в 2013 году.